# Kiss My Lips
Kiss My Lips es el octavo álbum de estudio en coreano, y el decimoséptimo en general, de la cantante surcoreana BoA. Este álbum, lanzado digitalmente el 12 de mayo de 2015 y físicamente un día después a través de SM Entertainment, cuenta con la distribución de KT Music. En su conjunto, el disco presenta un total de doce canciones, entre las que destacan dos sencillos: «Who Are You» y la canción principal del álbum.
Este lanzamiento adquiere un significado especial, ya que representa un disco de producción propia, concebido para celebrar el decimoquinto aniversario del debut de BoA en la industria musical. Kiss My Lips se convirtió en el primer álbum en coreano desde su anterior trabajo Only One (2012).

## Lanzamiento y promoción
El 8 de mayo, el sencillo del álbum se dio a conocer en línea, creando anticipación entre los seguidores de BoA. Además, al día siguiente, un intrigante adelanto del sencillo fue lanzado a través del canal oficial de SM Entertainment en YouTube, aumentando aún más la expectación en torno al próximo lanzamiento. Desde el 11 hasta el 17 de mayo, se emitieron anuncios promocionales del álbum.
BoA inició su promoción de regreso al presentarse en diversos programas de música, comenzando con su participación en Music Bank, que fue transmitido el 15 de mayo de 2015. Durante su participación, BoA presentó no solo el sencillo principal, sino también interpretó «Fox» en Music Bank, «Green Light» en Show! Music Core y «Smash» en The Music Trend.
En una aparición en You Hee-yeol's Sketchbook, BoA interpretó los dos sencillos principales de su álbum, así como «Double Jack», junto con sus anteriores éxitos «My Name» y «No.1». También cantó «Billie Jean» de Michael Jackson, que la cantante declaró que era particularmente su modelo. Las promociones del álbum de BoA culminaron con su presentación en The Music Trend, el cual fue transmitido el 31 de mayo de 2015. .

## Sencillos

### «Who Are You»
El sencillo prelanzado del álbum, «Who Are You», fue escrito por BoA es una canción dance-pop electrónico con sonidos de guitarra y bajo. Con un rap por Gaeko miembro de Dynamic Duo, la letra de la canción expresa la emoción de un hombre y una mujer hasta el encuentro mutuamente en una cita a ciegas.
La canción fue lanzada el 6 de mayo de 2015, acompañada con un vídeo musical. Su compañero de agencia Sehun (miembro de la boy band EXO) y la actriz Kim Hyun-ji coprotagonizaron en el vídeo musical como una pareja en una cita a ciegas. El vídeo musical muestra variados lugares y apoyos y también imágenes sensoriales que mezcla realidad y fantasía a través de mucho de efectos especiales basados en CG.
«Who are You» alcanzó el número tres en Gaon Singles Cart y ha vendido más de 466.000  copias digitales en Corea del Sur.

### «Kiss My Lips»
La pista del título «Kiss My Lips» es una canción de pop mínimo incorporada con sonido y riff de sintetizador único. Subrayando su profunda voz, la voz de BoA redobla la atmósfera onírica del sencillo. En letra de la canción, el orador insta provocativamente su homólogo no para dudar acerca de subir a ella.
El sencillo fue lanzado el 12 de mayo de 2015, en ese mismo día también es lanzado el álbum. Su videoclip correspondiente fue dirigido por el hermano mayor de la cantante, Kwon Soon-wook, quien también dirigió el vídeo musical de «Who Are You».
«Kiss My Lips» se posicionó en el número ocho en Gaon Singles Chart. Desde el lanzamiento, la canción vendió cerca de 128.000 copias digitales a nivel nacional.

## Recepción crítica
Jeff Benjamin de Billboard elogió a BoA, destacando su papel como pionera del K-pop en los últimos quince años. Resaltó su exploración de géneros en diversos países y su habilidad para crear música con su propia creatividad. Al hacer la canción ella misma, demostró su talento no solo como cantante, sino también como productora. Billboard calificó su álbum como sobresaliente y afirmó que «demuestra una vez más que BoA es la máxima diva, ofreciendo un vistazo a un futuro musical brillante».

## Lista de canciones
※ Las canciones marcadas con negrita identifican los sencillos del álbum.

| CD/Descarga digital |                                                |           |                                                                   |          |  |
| N.º                 | Título                                         | Letras    | Música                                                            | Duración |  |
| 1.                  | «Kiss My Lips»                                 | BoA       | * BoA, Jonathan Yip, Jeremy Reeves, Ray Romulus, Ray McCullough   | 3:46     |  |
| 2.                  | «Who Are You» (junto con Gaeko de Dynamic Duo) | BoA Gaeko | BoA                                                               | 3:44     |  |
| 3.                  | «Smash»                                        | BoA       | BoA, Kim Tae-sung, Jake K, Andreas Öberg                          | 2:34     |  |
| 4.                  | «Shattered»                                    | BoA       | BoA, The Underdogs, Mike Daley, Andrew Hey, Tiffany Fred          | 3:56     |  |
| 5.                  | «Fox»                                          | BoA       | BoA                                                               | 3:59     |  |
| 6.                  | «Double Jack» (junto con Eddy Kim)             | BoA       | BoA, ZigZag Note                                                  | 3:48     |  |
| 7.                  | «Home»                                         | BoA       | BoA, The Underdogs, Patrick "J. Que" Smith, Fred, Dewain Whitmore | 3:38     |  |
| 8.                  | «Clockwork»                                    | BoA       | BoA                                                               | 3:56     |  |
| 9.                  | «Love and Hate»                                | BoA       | BoA, Kim Tae-sung, Oberg                                          | 4:03     |  |
| 10.                 | «Green Light»                                  | BoA       | BoA                                                               | 4:01     |  |
| 11.                 | «Hello»                                        | BoA       | BoA                                                               | 4:22     |  |
| 12.                 | «Blah»                                         | BoA       | BoA                                                               | 3:39     |  |

Notas
- Según folleto de álbum, el título original de la pista 1 era «Soft Lips».

## Posicionamiento en listas

### Tabla de álbumes
| Lista (2015)                            | Posición | Ventas                       |
| --------------------------------------- | -------- | ---------------------------- |
| South Korean Gaon Weekly Albums Chart   | 5        | - KOR: 11,900+ - JPN: 1,000+ |
| South Korean Gaon Monthly Albums Chart  | 8        | - KOR: 11,900+ - JPN: 1,000+ |
| South Korean Gaon Year-End Albums Chart | —        | - KOR: 11,900+ - JPN: 1,000+ |
| Japanese Oricon Weekly Albums Chart     | 147      | - KOR: 11,900+ - JPN: 1,000+ |
| US Billboard World Albums Chart         | 6        | - KOR: 11,900+ - JPN: 1,000+ |

### Tabla de sencillos
Who Are You
| Lista (2015)                             | Posición | Ventas                                    |
| ---------------------------------------- | -------- | ----------------------------------------- |
| South Korean Gaon Weekly Singles Chart   | 3        | - KOR: 466,047+ (solo descarga digitales) |
| South Korean Gaon Monthly Singles Chart  | 9        | - KOR: 466,047+ (solo descarga digitales) |
| South Korean Gaon Year-End Singles Chart | —        | - KOR: 466,047+ (solo descarga digitales) |

Kiss My Lips
| Lista (2015)                             | Posición | Ventas                                     |
| ---------------------------------------- | -------- | ------------------------------------------ |
| South Korean Gaon Weekly Singles Chart   | 18       | - KOR: 128,000+ (solo descargas digitales) |
| South Korean Gaon Monthly Singles Chart  | 50       | - KOR: 128,000+ (solo descargas digitales) |
| South Korean Gaon Year-End Singles Chart | —        | - KOR: 128,000+ (solo descargas digitales) |

### Otras canciones posicionadas
| Título          | Posiciones en listas | Ventas                                    |
| Título          | KOR Gaon             | Ventas                                    |
| --------------- | -------------------- | ----------------------------------------- |
| "Double Jack"   | 43                   | - KOR: 24,209+ (solo descargas digitales) |
| "Fox"           | 66                   | - KOR: 18,000+ (solo descargas digitales) |
| "Green Light"   | 71                   | - KOR: 18,000+ (solo descargas digitales) |
| "Love and Hate" | 80                   | - KOR: 16,000+ (solo descargas digitales) |
| "Smash"         | 82                   | - KOR: 16,000+ (solo descargas digitales) |
| "Blah"          | 83                   | - KOR: 16,000+ (solo descargas digitales) |
| "Home"          | 86                   | - KOR: 15,000+ (solo descargas digitales) |
| "Shattered"     | 87                   | - KOR: 15,000+ (solo descargas digitales) |
| "Hello"         | 92                   | - KOR: 15,000+ (solo descargas digitales) |
| "Clorkwork"     | 97                   | - KOR: 14,000+ (solo descargas digitales) |

## Historial de lanzamiento
| Región        | Fecha              | Formato          | Discográfica                 |
| ------------- | ------------------ | ---------------- | ---------------------------- |
| Corea del Sur | 12 de mayo de 2015 | Descarga digital | S.M. Entertainment, KT Music |
| Todo el mundo | 12 de mayo de 2015 | Descarga digital | S.M. Entertainment           |
| Corea del Sur | 13 de mayo de 2015 | CD               | S.M. Entertainment, KT Music |